# Onthophagus centricornis
Onthophagus centricornis är en skalbaggsart som beskrevs av Fabricius 1798. Onthophagus centricornis ingår i släktet Onthophagus och familjen bladhorningar. Inga underarter finns listade i Catalogue of Life.